# Dorothy Burgess
Pour les articles homonymes, voir Burgess.
Dorothy Burgess, née à Los Angeles, Californie, le 4 mars 1907, et morte dans cette ville le 20 août 1961, est une actrice américaine.

## Biographie

### Jeunesse
Née à Los Angeles en 1907, Dorothy Burgess était la nièce de Fay Bainter. Du côté de son père, elle était apparentée à David C. Montgomery de Montgomery et Stone. Son grand-père était Henry A. Burgess, Sr. Il est venu à Los Angeles en 1893 et a créé une entreprise à Terminal Island. Son père était HA (Burgie) Burgess, un pionnier du transport aérien. Pendant une décennie, il a été l'assistant de Harris M. (Pop) Hanshue, fondateur de Western Air Express (Western Airlines), et en a été le premier président. Dorothy Burgess a étudié le dessin, la peinture et la sculpture à la Mrs.Dow's School de Briarcliff Manor. Son talent dans les trois disciplines artistiques était évident dans les objets créatifs qui décoraient son appartement hollywoodien. Burgess et sa mère, Grace, résidaient dans une maison à Malibu (Californie).

### Actrice de théâtre
Dorothy Burgess fait ses débuts sur scène dans un rôle de figurant en soutien à la sœur de sa mère, Fay Bainter. Elle s'est révélée pour la première fois en tant que danseuse spécialisée dans The Music Box Revue. Burgess a joué  dans la comédie The Adorable Liar, qui a été mise en scène au 49th Street Theatre en août 1926. C'était sa première apparition à New York.
Sa connaissance de la scène était excellente et elle combinait cela avec beaucoup de charme et d'attractivité. Elle a été co-présenté dans une société par actions dirigée par George Cukor et George Kondolf au Théâtre Lyceum de Rochester (New York), au cours de l'été 1928. Sa co-star était Henry Hull. Les acteurs ont débuté à Broadway le 30 avril. Elle a appris à devenir une actrice de genre, tout en adaptant sa voix et ses manières à chaque nouveau rôle.
Dorothy Burgess était à Broadway dans The Squall et a joué le rôle titre dans Lulu Belle ; David Belasco lui ayant donné la vedette. La pièce a été jouée au Théâtre Belasco de Los Angeles en octobre 1929. Burgess a dépeint une jeune fille mexicaine dans The Broken Wing, une comédie romantique de Paul Dickerson, mise en scène au Théâtre El Capitan de Los Angeles, en juillet 1931. Elle a été tellement cataloguée comme une femme espagnole qu'un critique a commenté que peut-être un oignon espagnol ou un piment mexicain se trouvait dans son arbre généalogique, mais en dehors de la scène, elle était beaucoup plus une étudiante américaine typique que les jeunes femmes carmenesques qu'elle jouait souvent.

### Carrière cinématographique
Fox Film a acquis ses services et elle a fait ses débuts dans In Old Arizona (1928), le premier des films parlants en plein air. Elle dépeint la friponne mexicaine, désirée à la fois par Edmund Lowe et Warner Baxter. Un critique a noté que sa voix était bonne. Le premier film réalisé avec le système audio Movietone.
En mai 1929, deux grandes lampes montées sur un trépied tombèrent sur une scène sonore où Burgess travaillait au Fox Movietone Studio. Elle  est gravement coupée à l'œil gauche par l'une des lampes à incandescence et transportée d'urgence dans un hôpital en studio, où plusieurs points de suture ont été pratiqués sur sa blessure.
Burgess a remporté le rôle principal féminin dans Beyond Victory (1931) après qu'Ann Harding ait décidé de ne pas faire le film. En décembre 1931, Burgess a signé avec First National Pictures pour un rôle important dans Play Girl (1932). Le film a été produit par Warner Bros. et First National.
Elle a joué avec Edmund Lowe et Nancy Carroll dans le film de Paramount Pictures, I Love That Man (1933), réalisé par Harry Joe Brown et produit par Charles R. Rogers. Elle s'est froissé les ligaments du dos et des épaules pendant le tournage au studio Universal Pictures en juillet 1933 alors qu'elle jouait des scènes de combat avec Mary Carlisle et Sally O'Neil.

## Vie privée
Dorothy Burgess s'est fiancée au réalisateur Clarence Brown en 1932. Elle a eu une relation amoureuse avec le riche bijoutier new-yorkais Jules Glaenzer en 1934.

## Accusation d'homicide involontaire
Dorothy Burgess a été accusée d'homicide involontaire à la suite d'un accident de voiture dans lequel elle conduisait ; Louise Manfredi, 17 ans, est décédée dans l'accident, à San Francisco, dans la nuit du 23 décembre 1932. Burgess, conduisant seul, est entré en collision avec une voiture conduite par Andrew Salz, 18 ans, étudiant à l'Université de Californie à Berkeley. L'audience de Burgess a été reportée et sa caution a été fixée à 50 $. Elle a souffert d'un choc et a été placée dans un sanatorium de San Francisco. Salz et Burgess se sont mutuellement accusés d'être responsables de l'accident.
Burgess fut poursuivi en justice par les parents de Louise Manfredi, Italo et Marie Manfredi, en janvier 1933. Ils demandèrent 25 000 $ de dommages et intérêts. Un compromis de 6 150 $ a été approuvé par la Cour supérieure de San Francisco en août 1933. Auparavant, un compromis s'élevant à 6 000 $ avait été convenu pour les dommages réclamés par la nageuse de 18 ans Betty Lou Davis, blessée dans le même accident.

## Mort
Dorothy Burgess vivait à Palm Springs, en Californie, en mai 1961, lorsqu'elle fut hospitalisée. Le 20 août 1961, elle meurt d'un cancer du poumon au Motion Picture Country Home à Woodland Hills, Los Angeles. Elle avait 54 ans. Ses restes sont conservés au crématoire de la Chapelle des Pins à Los Angeles.

## Filmographie
- 1928 : In Old Arizona, d'Irving Cummings et Raoul Walsh : Tonia Maria
- 1929 : Protection (en), de Benjamin Stoloff : Myrtle Hines
- 1929 : Pleasure Crazed (en), de Donald Gallaher et Charles Klein : Alma Dean
- 1929 : A Song of Kentucky (en), de Lewis Seiler : Nancy Morgan
- 1930 : Swing High, de Joseph Santley : Trixie
- 1930 : Recaptured Love (en), de Basil Woon : Peggy Price
- 1931 : Oh! Oh! Cleopatra, de Joseph Santley (court-métrage) : Cléopâtre
- 1931 : Lasca of the Rio Grande (en), de Frank Desprez : Lasca
- 1932 : Taxi!, de Roy Del Ruth : Marie Costa
- 1932 : Play Girl, de Ray Enright : Edna
- 1932 : The Stoker (en), de Chester M. Franklin : Margarita Valdez
- 1932 : Out of Singapore (en), de Charles Hutchison : Concha Renaldo
- 1932 : Malay Nights (en), de E. Mason Hopper : Eve Blake
- 1933 : On Your Guard, de George Crone : 'Sissy' Shannon
- 1933 : Ladies They Talk About, de Howard Bretherton et William Keighley : Sœur Susie
- 1933 : What Price Decency (en), d'Arthur Gregor : Norma
- 1933 : Strictly Personal (en), de Ralph Murphy : Bessie
- 1933 : Rusty Rides Alone (en), de D. Ross Lederman : Mona Quillan
- 1933 : Dans tes bras (Hold Your Man), de Sam Wood : Gypsy Angecon
- 1933 : Easy Millions (en), de Fred C. Newmeyer
- 1933 : It's Great to Be Alive, d'Alfred L. Werker : Al Moran
- 1933 : I Love That Man (en), de Harry Joe Brown : Ethel
- 1933 : The Important Witness (en), de Sam Newfield : Ruth Dana
- 1933 : Headline Shooter (en), d'Otto Brower : Ruby - Poupée de Burnett
- 1933 : Les femmes ont besoin d'amour (Ladies Must Love) d'Ewald André Dupont : Peggy Burns
- 1933 : Vol de nuit (Night Flight), de Clarence Brown : L'amie de Pellerin
- 1933 : From Headquarters (en), de William Dieterle : Dolly White
- 1934 : Miss Fane's Baby Is Stolen, d'Alexander Hall : Dotty
- 1934 : Orient-Express de Paul Martin : Mabel Warren
- 1934 : Les Pirates de la mode (Fashions of 1934), de William Dieterle : Glenda
- 1934 : Un héros moderne (A Modern Hero), de G.W. Pabst : Hazel Flint Radier
- 1934 : Affairs of a Gentleman, d'Edwin L. Marin : Nan Fitzgerald
- 1934 : Black Moon (en), de Roy William Neill : Juanita Perez Lane
- 1934 : Le Cirque en folie (en) (The Circus Clown) de Ray Enright : Babe
- 1934 : Hat, Coat, and Glove (en), de Worthington Miner : Ann Brewster
- 1934 : Friends of Mr. Sweeney (en), d'Edward Ludwig : Millie Seagrove
- 1934 : Gambling (en), de Rowland V. Lee : Dorothy Kane
- 1935 : Village Tale, de John Cromwell : Lulu Stevenson
- 1935 : Manhattan Butterfly (en), de Lewis D. Collins : Une chanteuse
- 1940 : The Lady in Question, de Charles Vidor : Antoinette (non créditée)
- 1940 : I Want a Divorce (en), de Ralph Murphy : 'Peppy' Gilman
- 1941 : Cadet Girl (en), de Ray McCarey : Rôle mineur (non créditée)
- 1942 : Lady for a Night, de Leigh Jason : Flo
- 1942 : Lone Star Ranger, de James Tinling : Trixie
- 1943 : Man of Courage (en), de Alexis Thurn-Taxis : Sally Dickson
- 1943 : Girls in Chains (en), de Edgar George Ulmer : Mme. Peters
- 1943 : The West Side Kid, de George Sherman : Toodles (dernier rôle)